# Shake Your Bon-Bon
«Shake Your Bon-Bon» es el tercer sencillo de Ricky Martin tomado de su segundo álbum homónimo. Fue lanzado el 14 de agosto de 1999
Este sencillo no tuvo mucho éxito en contraste con los primeros sencillos del primer álbum en inglés de Martin ("Livin' la Vida Loca" llegó al puesto n.º 1 y "She's All I Ever Had" al puesto n.º 2, ambos sencillos en la lista de éxitos de Billboard en los EE. UU.) llegando sólo al puesto nº22 de la Billboard Hot 100. Pero con el video musical de este sencillo, dirigido una vez más por Wayne Isham el cantante recibió una nominación por mejor vídeo masculino en los MTV Video Music Awards de 2000, donde perdió contra "The Real Slim Shady" de Eminem.
El maxisencillo de esta canción incluye una versión en inglés del tema "Casi Un Bolero" del álbum ganador del Grammy Vuelve.

## Listado de canciones
CD Maxisencillo.
1. «Shake Your Bon-Bon» [Álbum Versión]
2. «Shake Your Bon-Bon» [Eddie Arroyo Club Mix]
3. «Shake Your Bon-Bon» [Fernando Garibay Club Mix]
4. «She's All I Ever Had» [Hex Hector 12" Club Mix]
5. «Almost a Love Song»

## Listas de posiciones
| Año  | Lista                                                  | Posición |
| ---- | ------------------------------------------------------ | -------- |
| 2000 | EE. UU. Billboard Hot 100                              | 22       |
| 2000 | EE. UU. Billboard Hot Dance Music/Maxi-Singles, Ventas | 2        |
| 2000 | EE. UU. Billboard Latin Pop Airplay                    | 8        |